# Gmina Kerteminde (1970–2006)
Gmina Kerteminde (duń. Kerteminde Kommune) była w latach 1970-2006 (włącznie) jedną z gmin w Danii w okręgu Fionii (Fyns Amt). 
Siedzibą władz gminy było miasto Kerteminde. 
Gmina Kerteminde została utworzona 1 kwietnia 1970 na mocy reformy podziału administracyjnego Danii. Po kolejnej reformie w 2007 r. weszła w skład nowej gminy Kerteminde.

## Dane liczbowe
- Liczba ludności: (♀ 5409 + ♂ 5577) = 10 986
  - wiek 0-6: 7,8%
  - wiek 7-16: 13,9%
  - wiek 17-66: 62,4%
  - wiek 67+: 15,8%
- zagęszczenie ludności: 76,8 osób/km² (2004)
- bezrobocie: 5,4% osób w wieku 17-66 lat
- cudzoziemcy z UE, Skandynawii i USA: 116 na 10 000 osób
- cudzoziemcy z krajów Trzeciego Świata: 138 na 10 000 osób
- liczba szkół podstawowych: 5 (liczba klas: 76)